# Saint-Hadelin
 (juillet 2012).
- Si vous ne connaissez pas le sujet, laissez ce bandeau (vous pouvez alors contacter les auteurs).
- Si vous supprimez le contenu mis en cause (vous pouvez préalablement contacter les auteurs),

argumentez précisément cette suppression dans la page de discussion
(un manque de référence n'est pas un argument ; une recherche réelle de référence doit avoir été effectuée, être formellement documentée).
 (avril 2012).
Si vous disposez d'ouvrages ou d'articles de référence ou si vous connaissez des sites web de qualité traitant du thème abordé ici, merci de compléter l'article en donnant les références utiles à sa vérifiabilité et en les liant à la section « Notes et références ».
Saint-Hadelin (wallon: Sin-Hålin), autrefois appelé Soumagne-Saint-Hadelin, est un village de la commune d'Olne dans le Pays de Herve en province de Liège (Région wallonne de Belgique).

## Histoire
Le Fief de Mont-Saint-Hadelin

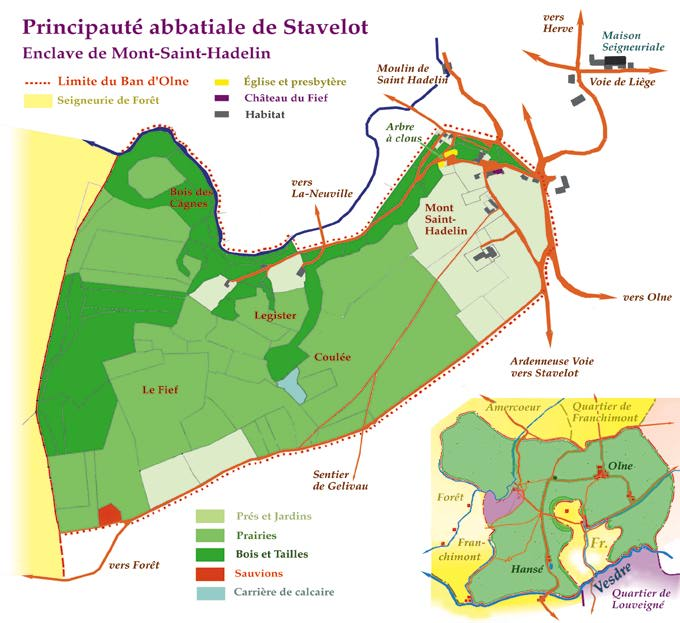
Saint-Hadelin, Fief de la Principauté Abbatiale de Stavelot

Saint Hadelin, dit Hadelin de Celles qui décède en 692, est le compagnon de saint Remacle, fondateur de l'abbaye de Stavelot en 662. C'est le 16 juin 747 qu'apparaît pour la première fois son nom dans le diplôme de Carloman, fils aîné de Charles Martel qui donne ce fief à l'abbaye de Stavelot. En 891, les moines de Stavelot, fuyant devant les invasions normandes, signalent qu'ils se sont réfugiés en 883 sur un promontoire et qu'ils sont sauvés par un miracle. La Vita Hadelini est écrite en 1007, ce qui explique le choix de ce saint comme patron de la paroisse, longtemps propriété de l'abbaye de Stavelot. Il n'y eut jamais qu'une quinzaine de maisons.
Le village était autrefois appelé Soumagne-Saint-Hadelin par opposition à Soumagne-les-Moine, ancien nom du village actuel de Soumagne-Bas.
Une chapelle est attestée en juin 1264 et un vicariat en 1499. Cette chapelle est détruite vers 1670 par un ouragan et reconstruite dès 1676. Elle est remaniée et agrandie en 1830. 
Saint-Hadelin est érigé en seigneurie dès 1357, le château, se dresse sur une colline face au promontoire, au lieu-dit «au château». 
Dans ce tout petit fief, on trouve 24 potales en pierre datées de 1706 à 1816.
Commune dès 1792, incluse dans le canton de Fléron, puis en 1796 au canton de Hodimont, Mont-Saint-Hadelin est incluse dans la commune d'Olne en 1829.
En 1846, on donne son nom à un charbonnage. Trois puits sont creusés : le premier en 1857 à 12 m du chemin du Rafai, un second sur Soumagne en 1870, exploité en 1873 et abandonné en 1879 et un troisième, Saint-Hadelin Belle-Pierre dont l'exploitation dure de 1903 à 1908, et qui est remblayé en 1930, la couche de houille ne faisant que 45 cm. Son emplacement est marqué par des bornes le long de la chaussée de Soumagne à Herve au lieu-dit Belle-Pierre.
1914-1918
À Saint-Hadelin, les Allemands, exaspérés par la résistance du fort de Fléron, fusillent 59 personnes dont 45 habitants de l'endroit. Vingt-quatre d'entre eux le furent à l'endroit où s'élève le monument du Vieux-Sart à Riessonsart. De nos jours, un comité se charge d'en commémorer le souvenir.

## Toponymes
Le moulin de Saint-Hadelin
Quatrième moulin d’Olne, déjà cité en 1600, il est situé sur la Magne, il dépendait de l'Abbaye de Stavelot.
Le tilleul de justice de Saint-Hadelin (>1690)
Certainement âgé de plus de 300 ans, situé à la croisée de la voie de Liège à Olne et de la voie des Herviens, il était l'arbre de justice de Saint-Hadelin. Il donne son nom à la campagne du Tiyou où l'armée française établit son campement en 1690 et apparaît sur la carte de Ferraris de 1771. Réduit de nos jours presque exclusivement à un tronc creux, il porte encore vaillamment son beau feuillage.
Le tilleul à clous de Saint-Hadelin (>1621)
Le vieux tilleul dit « arbre à clous », déjà cité en 1621, devant la chapelle de Saint-Hadelin en 1676. La croyance populaire suivant laquelle le fait d'enfoncer un clou dans l'écorce guérissait les maux de dents valut à ce bel arbre plus d'une blessure. Bien qu'il en reste quelques séquelles, il y a survécu. Un successeur a été planté à proximité en l'an 2000. 
Le Fief (Sol Fî en wallon)
Les fiefs sont des terres seigneuriales, Le-Fief désigne à Olne le terrain de la Principauté abbatiale de Stavelot : le promontoire de Mont Saint-Hadelin.